# راجا کریشنامورتی
راجا کریشنامورتی سوبرامانی (‎/ˈrɑːdʒə ˌkrɪʃnəˈmʊərθi/‎ RAH-jə KRISH-nə-MOORTH-ee؛ زاده ۱۹ ژوئیه ۱۹۷۳) یک تاجر، سیاستمدار و وکیل آمریکایی است که از سال ۲۰۱۷ به‌عنوان نماینده ایالات متحده در حوزه انتخابیه هشتم ایلی‌نوی  خدمت می‌کند. این ناحیه شامل بسیاری از حومه‌های غربی و شمال غربی شیکاگو، مانند املاک هافمن، الگین، شاومبورگ، وود دیل و دهکده الک گروو است.
کریشنامورتی یکی از اعضای حزب دموکرات، به عنوان عضو رده‌بندی کمیته منتخب مجلس در مورد رقابت استراتژیک بین ایالات متحده و حزب کمونیست چین، کمیته نظارت و پاسخگویی مجلس نمایندگان، و کمیته منتخب دائمی اطلاعات مجلس نمایندگان خدمت می‌کند.
کریشنامورتی متولد دهلی نو و بزرگ شده در پیوریا، ایلینویز، اولین هندی-آمریکایی یا فرد جنوب آسیایی است که به عنوان عضو رتبه‌بندی یا رئیس هر کمیته کامل در کنگره ایالات متحده خدمت می‌کند.